# فیصل بن عبدالعزیز آل سعود
ملک فِیصَل بن عبدالعزیز بن عبدالرحمن بن فیصل بن ترکی بن عبدالله بن محمد بن سعود بن محمد بن مقرن آل سعود (زادهٔ ۱۴ آوریل ۱۹۰۶ – درگذشتهٔ ۲۵ مارس ۱۹۷۵) فرزند سوم ملک عبدالعزیز، بنیان‌گذار پادشاهی عربستان سعودی، و سومین پادشاه این کشور از خاندان آل سعود در سال‌های ۱۹۶۴–۱۹۷۵ بود. او با پادشاه پیش از خود (ملک سعود) و ۴ پادشاه پس از خود (ملک خالد، ملک فهد، ملک عبدالله و ملک سلمان) برادر بود.
ملک فیصل یکی از چند سیاست‌مداری بود که در سال ۱۹۷۳ تصمیم گرفتند تا در چارچوب سازمان اوپک صدور نفت به کشورهای غربی را متوقف کنند. این کار واکنشی به پشتیبانی کشورهای غربی از اسرائیل در جنگ با مصر و سوریه درخلال جنگ یوم کیپور در سال ۱۹۷۳ بود. وی در زمینهٔ سیاست داخلی، بندر جده را ملی ساخت و آزادی داد و ستد بازرگانان دیگر کشورهای عرب را به سود بازرگانی محلی محدود کرد. در فوریهٔ ۱۹۷۴ کنفرانس اسلامی نیز به ابتکار ملک فیصل در پاکستان تشکیل شد. قطعنامهٔ این کنفرانس ظاهراً بر تمام آرمان‌های اعراب صحه می‌گذاشت و مهم‌تر آن‌که برای نخستین‌بار سازمان آزادی‌بخش فلسطین به عنوان تنها نمایندهٔ مردم فلسطین در آن شرکت جست.
ملک فیصل در سال ۱۹۷۴ از سوی مجلهٔ تایم به‌عنوان «مرد سال» اعلام شد. ملک فیصل بن عبدالعزیز از پیشگامان مدرنیزه کردن عربستان و از مؤسسان ایستگاه‌های رادیویی و تلویزیونی عربستان بود که ابتدا با مخالفت علما همراه بود. او برای راضی کردن آن‌ها یک صوت قرآن پخش کرد و علما نیز اجازهٔ ورود تکنولوژی جدید را به او دادند. بعدها برادرزادهٔ او به همراه عده‌ای به ایستگاه تلویزیونی یورش برد و توانست خسارت اندکی وارد کند؛ او در پی این اقدام آنان دستور اعدام خرابکاران را صادر کرد تا این که ملک فیصل در تاریخ ۲۵ مارس ۱۹۷۵ به‌دست برادرزادهٔ خود، فیصل بن مساعد ترور شد.

## ولیعهدی و نخست‌وزیری
ملک عبدالعزیز، پدر فیصل در ۹ نوامبر ۱۹۵۳ درگذشت. پس از آن برادر ناتنی بزرگ فیصل، سعود، پادشاه عربستان شد و فیصل به‌عنوان ولیعهد منصوب شد. وی در ۱۶ اوت ۱۹۵۴ نیز به نخست‌وزیری منصوب شد.
فیصل در سال ۱۹۵۸ کمیتهٔ توسعهٔ اقتصادی را تأسیس کرد. وی در تأسیس دانشگاه اسلامی مدینه در سال ۱۹۶۱ نقش به‌سزایی داشت. در سال ۱۹۶۲ او به تأسیس لیگ جهانی مسلمانان کمک کرد، یک مؤسسهٔ خیریه در سراسر جهان که بنا بر گزارش‌ها، خانوادهٔ سلطنتی عربستان بیش از یک میلیارد دلار به آن کمک کرده‌است. در سال ۱۹۶۳ او نخستین ایستگاه تلویزیونی عربستان را تأسیس کرد که پخش برنامه‌های آن دو سال بعد آغاز شد.
فیصل از غیبت سعود در کشور به دلایل پزشکی در اوایل سال ۱۹۶۳ استفاده کرد تا با بدتر شدن شرایط سیاسی و اقتصادی عربستان سعودی، قدرت بیشتری برای خود جمع کند. او بسیاری از وفاداران سعود را از مناصب خود برکنار کرد و شاهزادگان همفکر خود را در پست‌های کلیدی نظامی و امنیتی منصوب کرد، از جمله برادر ناتنی‌اش شاهزاده عبدالله، که در سال ۱۹۶۲ فرماندهی گارد ملی را به او سپرد. پس از بازگشت، سعود تغییرات جدید فیصل را رد کرد و خواستار بازگرداندن تمام اختیارات خود شد.
فیصل در پاسخ، همهٔ اعضای ارشد خاندان سلطنتی، به استثنای سعود، و همچنین علما و بزرگان قبایل به جلسه‌ای دعوت کرد. فیصل سران قبایل را در پاسخ به درخواست سعود مبنی بر احیای کامل اختیاراتش دعوت کرده بود. این مجمع در نهایت از فیصل حمایت کرد و پیشنهاد کرد که سعود از تاج و تخت خلع شود و فیصل به‌عنوان پادشاه معرفی شود. مفتی اعظم عربستان سعودی، محمد بن ابراهیم آل الشیخ، پسر عموی مادری فیصل، با صدور فتوایی از پادشاه خواست تا به خواسته‌های برادرش تن دهد. از سوی دیگر، فیصل از سعود خواست تا عنوان سلطنتی را حفظ کند. گفته می‌شود که او به سوگندی که در حضور پدرش یاد کرده بود که سعود را به‌عنوان پادشاه به رسمیت می‌شناسد، احساس تعهد می‌کرد. در هر صورت تنها چیزی که اهمیت داشت این بود که سعود قدرت را به دست فیصل بسپارد و از زندگی عمومی دور بماند.
به‌عنوان آخرین تلاش برای بازپس‌گیری اختیارات و قدرت اجرایی، سعود دستور استقرار گارد سلطنتی در کاخ ناصریه را صادر کرد که باعث شد فیصل نیز به گارد ملی دستور دهد تا کاخ سعود را محاصره کند. تعداد وفاداران فیصل بیشتر بودند و در نهایت سعود تسلیم شد و در ۴ مارس ۱۹۶۴، فیصل به‌عنوان جانشین شاه منصوب شد. در اواخر همان سال جلسهٔ بزرگان خاندان سلطنتی و علما تشکیل شد و مفتی اعظم، فتوای دوم را صادر کرد و از سعود خواست تا به نفع برادرش از تاج و تخت کناره‌گیری کند. فیصل باور داشت که ادامهٔ بیماری سعود او را وادار به کناره‌گیری از تاج و تخت می‌کند و بنابراین او از سوگند، مبری خواهد شد. خانوادهٔ سلطنتی از این فتوا حمایت کردند و بلافاصله سعود را از تصمیم خود مطلع کردند. سعود که تمام اختیارات خود را واگذار کرده بود، موافقت کرد و فیصل در ۲ نوامبر ۱۹۶۴ به‌عنوان پادشاه اعلام شد. سعود سپس به تبعید رفت و ابتدا در مصر و سرانجام در یونان ساکن شد.

### لغو برده‌داری
فیصل در سال ۱۹۶۲ فرمان لغو کامل برده‌داری در عربستان سعودی را صادر کرد. پیتر هابدی، مجری بی‌بی‌سی اظهار داشت که در آن زمان حدود ۱۶۸۲ برده آزاد شدند که هر کدام ۲۰۰۰ دلار برای دولت عربستان هزینه داشت. بروس ریدل، تحلیلگر سیاسی، استدلال کرد که ایالات متحده پس از ملاقات شاه عبدالعزیز و رئیس‌جمهور ایالات متحده، فرانکلین دلانو روزولت در سال ۱۹۴۵، آغاز به طرح موضوع برده‌داری کرد و جان اف. کندی سرانجام در سال ۱۹۶۲ خاندان آل سعود را متقاعد کرد که برده‌داری را لغو کنند.

## پادشاهی

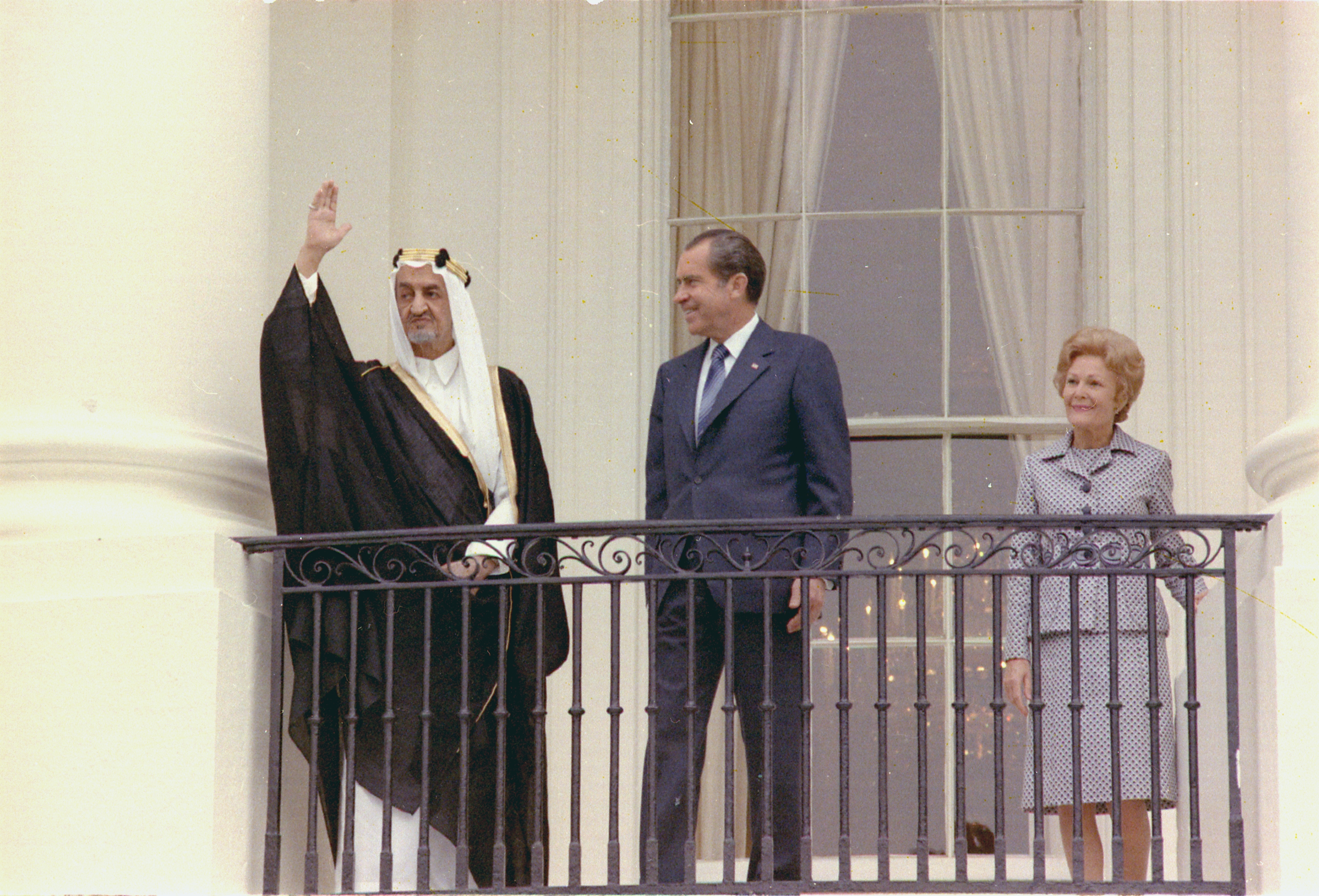
فیصل بن عبدالعزیز آل سعود

یکی از نخستین اقدامات فیصل به‌عنوان پادشاه، ایجاد شورایی برای رسیدگی به مسائل جانشینی در آینده بود. اعضای شورا، عمویش عبدالله و مسعید و برادران ناتنی او خالد، فهد، عبدالله، سلطان و نواف بودند. فیصل در سال ۱۹۶۷ جایگاه نخست‌وزیری دوم را ایجاد کرد و شاهزاده فهد را به این سمت منصوب کرد. دلیل این جایگاه تازه تأسیس، درخواست و پیشنهاد شاهزاده خالد بود. استفاده از پرچم عربستان سعودی توسط او در ۱۵ مارس ۱۹۷۳ رسمی شد.
ارشدترین مشاور فیصل در دوران سلطنت او، رشاد فرعون، پزشک خصوصی پدرش بود. مشاور دیگر، مفتی اعظم محمد بن ابراهیم آل شیخ بود که در شکل‌دادن به نقش سیاسی پادشاه در جهان عرب مؤثر بود.
فیصل در اوایل حکومت خود فرمانی صادر کرد که بر پایهٔ آن همهٔ شاهزادگان سعودی باید فرزندان خود را به‌جای فرستادن آن‌ها به بیرون از کشور در درون کشور تحصیل کنند. وی همچنین به معرفی سیستم فعلی مناطق اداری عربستان پرداخت و پایه‌های یک سیستم رفاهی مدرن را پی‌ریزی کرد. او در سال ۱۹۷۰ وزارت دادگستری را تأسیس کرد و نخستین «برنامهٔ پنج‌سالهٔ» توسعهٔ اقتصادی این کشور را افتتاح کرد.
یکی از تلاش‌های فیصل در راستای نوسازی، وضع قوانین جدید در مورد رسانه‌ها، انتشارات و بایگانی‌ها و پروتکل‌های همکاری فرهنگی بود که سوابق مربوط به اواسط سدهٔ ۲۰ میلادی عربستان را نگهداری می‌کرد. پخش تلویزیونی به‌طور رسمی در سال ۱۹۶۵ آغاز شد. در همان سال برادرزادهٔ فیصل به مقر تازه‌تأسیس تلویزیون سعودی حمله کرد اما توسط نیروهای امنیتی کشته شد. مهاجم، برادر شخصی بود که در آینده، فیصل را ترور کرد. این حادثه پذیرفته‌شده‌ترین انگیزهٔ احتمالی قاتل برای ارتکاب قتل است. اگرچه به‌دلیل تغییرات اجتماعی که وی انجام داد نارضایتی‌هایی وجود داشت، اما او به‌دلیل سیاست‌های او در مدرن‌سازی عربستان سعودی، مدیریت شهرهای مکه و مدینه، شهرت یافتن او به‌عنوان مخالف سرسخت صهیونیسم و رشد پرشتاب اقتصاد عربستان سعودی مورد احترام جهان عرب قرار گرفت.

### توسعهٔ اقتصادی
فیصل استراتژی‌هایی را برای به حداکثر رساندن استفاده از درآمد نفت دنبال کرد و یک ارزیابی کامل از قرارداد مشارکت در سود با آرامکو را آغاز کرد، که او آن را ناعادلانه تشخیص داد و درخواست تجدید نظر در آن را کرد. علاوه بر این، دولت از مشارکت در قراردادهای بهره‌برداری از مخازن نفتی به اعطای امتیازات سرمایه‌گذاری نفتی انحصاری به مؤسسات دولتی گذر کرد. پس از اعلام ورشکستگی در خزانهٔ دولت، فیصل تمرکز خود را به احیای بنگاه‌های صنعتی، کشاورزی، مالی و اقتصادی معطوف کرد و نقشی برجسته در جوان‌سازی اقتصادی و اداری پادشاهی عربستان سعودی داشت.
فیصل مسئولیت تدوین برنامه‌های پنج سالهٔ کشور را بر عهده گرفت و شروع به تنظیم ساختار تقسیمات کشوری عربستان کرد. او برای تقویت توانایی‌های مؤسسات خدمات دولتی، از شرکت‌های مشاورهٔ خارجی کمک گرفت. علاوه بر این، او فعالانه در توسعهٔ صنایع، کشاورزی، طرح‌های ابتکاری، سرمایه‌گذاری زمین و اکتشاف منابع طبیعی و منابع آب شرب مشارکت داشت. فیصل نقشی محوری در تأسیس شرکت پترومین ایفا کرد و شالودهٔ شبکهٔ جامع نیروگاه‌های عربستان را پی‌ریزی کرد. وی همچنین در ایجاد صنایع ضروری مانند پتروشیمی، آهن، فولاد، سیمان و معدن پیشتاز بود. فیصل با درک اهمیت توسعهٔ مهارت، از اعزام دانشجو به کشورهای غربی برای آموزش حمایت کرد و از این راه، به رشد سرمایه‌گذاری‌های صنعتی کمک کرد. فیصل در سال ۱۹۶۶ با رئیس‌جمهور ایالات متحده، لیندون بی. جانسون ملاقات کرد و یک اتحاد سعودی-آمریکایی ایجاد کرد که بر تلاش‌های مشترک برای پیشرفت عربستان متمرکز بود. متعاقباً، در سال ۱۹۷۱، فیصل با رئیس‌جمهور ریچارد نیکسون طی جلسه‌ای در واشینگتن وارد گفتگو شد. سه سال بعد، در سال ۱۹۷۳، کمیتهٔ مشترک اقتصادی عربستان و آمریکا تأسیس شد. نقطهٔ عطفی در سال ۱۹۷۴ رخ داد و نیکسون نخستین رئیس‌جمهور ایالات متحده شد که از عربستان سعودی بازدید کرد.

### توسعهٔ کشاورزی
در سال ۱۹۶۵، وزارت کشاورزی عربستان با شرکت‌های مشاورهٔ چندملیتی برای ایجاد یک برنامهٔ جامع برای اکتشاف آب همکاری کرد. این ابتکار با هدف جست‌وجوی سیستماتیک منابع آب بود. این وزارتخانه تلاش‌های خود را برای تقویت شیوه‌های کشاورزی، ترویج دامپروری و شیلات، حفظ گونه‌های گیاهی، مبارزه با بیابان‌زایی و ارائهٔ راهنمایی به کشاورزان برای بهبود تولید خرما اختصاص داده‌است. علاوه بر این، فعالانه سرمایه‌گذاری در بسته‌بندی و نگهداری خرما را حمایت کرد. چندین پروژهٔ مهم در این دوره با موفقیت انجام شد، از جمله ساخت سد جیزان در سال ۱۹۷۰ که با کمک شرکت‌های خارجی به پایان رسید. در الاحساء، یک طرح صرفه‌جویی در مصرف آب از طریق یک پروژهٔ آبیاری و زهکشی با هدف صرفه‌جویی در آب از چشمه‌ها و چاه‌ها اجرا شد. سدهایی در آبها، المجمعه و در امتداد وادی حنیفه در نزدیکی ریاض برای جمع‌آوری آب باران ساخته شد. علاوه بر این، سرمایه‌گذاری‌های کشاورزی در استان تبوک، استان جوف، وادی سیرهان، استان قصیم، استان الافلج، وادی بیشا و استان نجران آغاز شد. این وزارتخانه همچنین به بانک کشاورزی عربستان دستور داد تا به کشاورزان و صیادان، وام‌هایی برای تهیهٔ تجهیزات ضروری با اقساط بدون بهره و بلندمدت پرداخت کند.

### توسعهٔ ترابری
تحت رهبری او، فیصل بر گسترش شبکه‌های جاده‌ای مدرن در سراسر عربستان نظارت کرد و از تخصص شرکت‌های بین‌المللی برای اجرای پروژه‌ها استفاده کرد. این تحولات، ارتباط عربستان با کشورهای همسایه مانند اردن، سوریه، عراق و کویت را تسهیل کرد. علاوه بر این، او توسعهٔ راه‌های کشاورزی را در اولویت قرار داد تا روستاها و کشاورزان بتوانند محصولات خود را به‌طور مطلوب به بازار انتقال دهند. در حوزهٔ هوانوردی، فرودگاه‌های عربستان توسعه و ارتقا یافتند و خطوط هوایی عربستان سعودی هواپیماهای جت را برای ارتقای خدمات خود خریداری کرد. یک مؤسسه برای آموزش هوانوردی غیرنظامی در جده تأسیس شد. به موازات آن، با گسترش بندر اسلامی جده و ایجاد بندرهای جدید در ینبع و جازان، ترافیک بندری این کشور رشد قابل توجهی را تجربه کرد.

### توسعهٔ نظامی
فیصل پس از رسیدن به پادشاهی، استراتژی جامعی برای نیروی هوایی سلطنتی سعودی طراحی کرد که با نیازها و خواسته‌های غالب آن دوران همسو بود. وی با درک ضرورت وجود یک مؤسسهٔ ممتاز که بتواند تعداد قابل توجهی از دانشجویان عربستانی را در خود جای دهد و آموزش‌های عالی را به آن‌ها ارائه دهد، کار راه‌اندازی یک دانشکدهٔ مناسب را آغاز کرد. در نتیجه، در سال ۱۹۶۷ اعلامیهٔ تأسیس آکادمی هوایی ملک فیصل صادر شد و سه سال بعد، در سال ۱۹۷۰، فعالیت خود را رسماً آغاز کرد.
در دسامبر ۱۹۶۵، فیصل خرید تسلیحات و تجهیزات پیشرفته را آغاز کرد که شامل چهل جنگندهٔ لایتنینگ بود. این خرید، شامل ۳۴ هواپیمای تک‌سرنشین و ۶ هواپیمای دوسرنشینه بود. تحویل این هواپیماها در ۱ ژوئیهٔ ۱۹۶۸ آغاز شد. این جنگنده‌ها تا ژانویهٔ ۱۹۸۶ به خدمت خود ادامه دادند.
فیصل در سال ۱۹۷۲، ۳۹ فروند هواپیمای میراژ ۵ را به فرانسه سفارش داد. با این‌حال، پس از ورود آن‌ها به عربستان در سال ۱۹۷۴، و پیش از استفادهٔ نیروی هوایی سلطنتی سعودی، پادشاه تصمیم گرفت این هواپیماها را به مصر اهدا کند تا نیروی هوایی مصر را تقویت کند. فیصل این حرکت حمایتی را برای کمک به مصر در تقویت توانایی‌های نظامی خود انجام داد.

### پیشگیری از کودتای احتمالی
دهه‌های ۱۹۵۰ و ۱۹۶۰ شاهد کودتاهای متعددی در منطقه بود. معمر قذافی طی کودتایی در سال ۱۹۶۹، رژیم پادشاهی را در لیبی نفت‌خیز سرنگون کرد. این کودتا به‌دلیل شباهت بین این دو کشور کم‌جمعیت بیابانی، مانند هشداری برای عربستان سعودی بود. در نتیجه، فیصل مصمم شد که یک دستگاه امنیتی پیشرفته بسازد و مخالفان را به‌شدت سرکوب کرد. او مانند همهٔ کارهایش، این سیاست‌ها را از دید اسلامی توجیه کرد. فیصل در اوایل پادشاهی خود، هنگامی که با تقاضای تدوین یک قانون اساسی مکتوب برای کشورش مواجه شد، پاسخ داد که «قانون اساسی ما قرآن است». در تابستان ۱۹۶۹ او دستور دستگیری صدها افسر نظامی، از جمله برخی ژنرال‌ها را صادر کرد، وی ادعا می‌کرد یک کودتای نظامی علیه او در حال برنامه‌ریزی است. آن کودتا عمدتاً توسط افسران نیروی هوایی و با هدف سرنگونی پادشاهی و تأسیس رژیم ناصری در کشور طراحی شد. ملک فیصل ادعا کرد که سامی شرف، یکی از مقامات دولت جمال عبدالناصر، طراح این توطئه بوده‌است. این دستگیری‌ها احتمالاً بر پایهٔ اطلاعات ارائه‌شده از سوی آمریکا صورت گرفته‌است.

### سیاست خارجی
فیصل به‌عنوان پادشاه، اسلام را به‌عنوان یکی از ابزارهای سیاست خارجی عربستان سعودی به کار گرفت که او را از ملک عبدالعزیز و ملک سعود متمایز کرد. با این حال، او به اتحاد نزدیک با ایالات متحده که توسط ملک عبدالعزیز آغاز شده بود، ادامه داد و برای تسلیح و آموزش نیروهای مسلح خود به‌شدت به ایالات متحده متکی بود.
فیصل ضد کمونیسم بود و هرگونه پیوند سیاسی با اتحاد جماهیر شوروی و سایر کشورهای بلوک کمونیستی را رد می‌کرد و اظهار داشت که بین کمونیسم و اسلام ناسازگاری کامل می‌بیند. او در سال ۱۹۷۱ در دوران ریاست‌جمهوری انور سادات، با عبدالحلیم محمود، امام اعظم الازهر مصر، قراردادی را برای مبارزه با کمونیسم امضا کرد. بودجهٔ این توافق ۴۰ میلیون پوند بود.
گفته می‌شود فیصل در نامه‌ای به محمدرضا پهلوی، شاه ایران، یادآوری کرد که او «شاه فرانسه» نیست و باید در نظر داشته باشد که ایران کشوری با اکثریت مسلمان است. این در پاسخ به نامهٔ تحریک‌آمیزی از سوی محمدرضاشاه بود که از فیصل خواسته بود عربستان سعودی را مدرن کند و از او خواسته بود به زنان اجازه دهد دامن کوتاه بپوشند و به مردم عربستان آزادی دهد.

#### حمایت از فلسطین
فیصل یکی از مدافعان جهانی حقوق فلسطینیان بود و سیاست‌های او در این زمینه شامل امتناع از به رسمیت شناختن اسرائیل، متحد کردن تلاش‌های اعراب و کنار گذاشتن اختلافات، اهدای پول و مبارزه، تشکیل هیئتی به نمایندگی از فلسطین و مشارکت دادن مسلمانان در دفاع از آرمان فلسطین بود.
بین ۲۳ و ۲۵ سپتامبر ۱۹۶۹، فیصل کنفرانسی را در رباط مراکش تشکیل داد تا در مورد آتش‌سوزی مسجدالاقصی که یک ماه پیش رخ داده بود بحث شود. رهبران ۲۵ کشور مسلمان در این کنفرانس شرکت کردند و در کنفرانس خواستار تسلیم شدن سرزمین‌های فتح‌شده در سال ۱۹۶۷ توسط اسرائیل شد. این کنفرانس همچنین به تأسیس سازمان همکاری اسلامی انجامید.

#### جنگ شش‌روزه
در طول جنگ شش‌روزه، فیصل به نیروهای مسلح عربستان سعودی دستور داد تا در حالت آماده‌باش باشند و تمام تعطیلات را لغو کرده و نیروها را در شمال کشور بسیج کنند. به دنبال آن، دستور اعزام ۲۰ هزار نظامی سعودی به اردن برای همراهی با نیروهای عربی صادر شد. پس از جنگ، او دستور داد که تعدادی نیروی سعودی در خاک اردن مستقر شوند تا در صورت نیاز به مدت ده سال پشتیبانی و کمک ارائه کنند.
علاوه بر این، در کنفرانس خارطوم، عربستان سعودی، لیبی و کویت توافق کردند که صندوقی به ارزش ۳۷۸ میلیون دلار ایجاد کنند تا بین کشورهای آسیب‌دیده از جنگ ژوئن ۱۹۶۷ توزیع شود.

#### جنگ رمضان
پس از درگذشت ناصر رئیس‌جمهور مصر در سال ۱۹۷۰، فیصل به جانشین ناصر، انور سادات، نزدیک شد. سادات نیز در پی جدایی از اتحاد جماهیر شوروی و حرکت به سمت اردوگاه طرفدار آمریکا بود. پس از این‌که سادات جنگ ۱۹۷۳ اعراب و اسرائیل را آغاز کرد، فیصل در اعتراض به حمایت غرب از اسرائیل در طول جنگ، نفت عربستان را از بازارهای جهانی خارج کرد و نقش اصلی را در بحران نفتی ۱۹۷۳ ایفا کرد. این تحریم ابتدا بر کشورهای کانادا، ژاپن، هلند، بریتانیا و ایالات متحده اعمال شد و سپس به پرتغال، رودزیا و آفریقای جنوبی تعمیم یافت. قیمت نفت تا پایان تحریم در مارس ۱۹۷۴ حدود ۳۰۰ درصد افزایش یافته بود، این تحریم، یک بحران نفتی یا «شوک» را به همراه داشت که پیامدهای کوتاه‌مدت و بلندمدت متعددی برای سیاست و اقتصاد جهانی داشت. فیصل با این کار، اعتباری ماندگار در میان بسیاری از اعراب و مسلمانان در سراسر جهان به‌دست‌آورد.

### تشکیل اوپک
در سپتامبر ۱۹۶۰ دولت عراق، کشورهای ایران، کویت، عربستان سعودی و ونزوئلا را به نشستی در بغداد دعوت کرد تا در مورد کاهش قیمت مواد خام تولیدشده توسط کشورهای متبوع خود به مذاکره بپردازند. این کشورها با آرمان محافظت از منافع خود اقدام به بنیان‌گذاری سازمان واحدی کردند که به اختصار «اوپک» نامیده شد. این سازمان در راستای دفاع در مقابل سیاست استثماری شرکت‌های بزرگ نفتی مشهور به «هفت خواهر» پدید آمد که به دلیل در اختیار داشتن فناوری تولید نفت و تسلط بر شبکهٔ ترابری نفت خام، از افزایش قیمت نفت جلوگیری می‌کردند و ارزش آن را به‌صورت مصنوعی در بازار پایین نگه می‌داشتند. بنیان‌گذاری اوپک، جان تازه‌ای به همگرایی کشورهای جهان سوم و ایجاد قدرت چانه‌زنی در برابر کشورهای ثروتمند داد؛ زیرا در آن هنگام، بیشتر کشورهای جهان سوم، چیزی جز مواد خام برای صادرات نداشتند. فؤاد روحانی از ایران نخستین دبیرکل اوپک بود. روحانی به مدت چهار سال این سمت را بر عهده داشت.

### سیاست نفتی
در سال ۱۹۷۴ فیصل به‌عنوان مرد سال مجلهٔ تایم انتخاب شد و درآمدهای بادآوردهٔ مالی ناشی از بحران، به رونق اقتصادی پس از مرگ او در عربستان سعودی کمک کرد. این درآمد جدید نفتی همچنین به فیصل اجازه داد تا کمک‌ها و یارانه‌های آغاز شده پس از جنگ شش‌روزه به مصر، سوریه و سازمان آزادی‌بخش فلسطین را تا حد زیادی افزایش دهد.
باوری رایج در عربستان سعودی و در کل جهان عرب وجود دارد که تحریم نفتی فیصل، عامل واقعی ترور وی از طریق یک توطئه از سوی غربی‌ها بوده‌است.

## زندگی خصوصی
فیصل به‌طور همزمان چندین همسر داشت. همسران او از خانواده‌های قدرتمند بودند: خانواده‌های الکبیر، السودیری، ال جیلووی و آل تونیان. همسران او عبارت بودند از:
- سلطانه بنت احمد السدیری، مادر پسر بزرگش شاهزاده عبدالله بود که در سن ۱۵ تا ۱۷ سالگی فیصل متولد شد. سلطانه از خانوادهٔ سدیری و خواهر کوچک‌تر حصه بنت احمد، مادر برادران سودیری بود.
- عفت بنت محمد آل تونیان (۱۹۱۶–۲۰۰۰)، که در ترکیه به دنیا آمد و بزرگ شد. اجداد او بخشی از شاخهٔ آل تونایان خاندان آل سعود بودند. آن‌ها نخستین بار در حدود سال ۱۹۳۲ در استانبول ملاقات کردند، زمانی که او برای یک دیدار رسمی در ترکیه بود. آن‌ها دارای نه فرزند، از جمله شاهزاده محمد، شاهزاده سعود و شاهزاده ترکی بودند.[۴۶] عفت در پشت پردهٔ بسیاری از اصلاحات انجام‌شده توسط شوهرش، به‌ویژه در مورد مسائل مربوط به زنان، نقش داشت.[۴۷] فیصل همچنین برادر ناتنی کوچک‌تر عفت، کمال ادهم را بزرگ کرد.[۴۸] فیصل بعداً کمال را به‌عنوان نخستین رئیس سازمان اطلاعات عربستان سعودی، المخبرات العامه منصوب کرد.[۴۹] او همچنین مشاور فیصل بود.[۵۰]
- الجوهره بنت سعود آل کبیر، فرزند عمه‌اش نوره بنت عبدالرحمن و سعود الکبیر بن عبدالعزیز آل سعود.[۵۱] آن‌ها در اکتبر ۱۹۳۵ ازدواج کردند.[۵۲] فیصل با الجوهره صاحب یک دختر به نام مشائل شد (درگذشتهٔ اکتبر 2011).[۴۵][۵۳]
- حیا بنت ترکی بن عبدالعزیز آل ترکی، مادر شاهزاده نورا، شاهزاده سعد و شاهزاده خالد. او یکی از اعضای قبیلهٔ ال جیلووی بود. شاهزاده نورا بنت فیصل در ۱۳ مارس ۲۰۲۲ درگذشت.[۵۴]
- حصه بنت محمد بن عبدالله آل محنه ابا الخیل، مادر شاهزاده آل عنود (درگذشتهٔ ژوئن ۲۰۱۱) و شاهزاده الجوهره (درگذشتهٔ آوریل 2014).[۴۵]
- منیره بنت سهیم بن هیتیمی آل تونیان آل ماهاشر، مادر پرنسس هسا (درگذشته در دسامبر 2020).[۵۵]
- فاطمه بنت عبدالعزیز بن مشیط الشهرانی، مادر شاهزاده منیره (در جوانی درگذشت).[۴۵]

فرزندان فیصل تحصیلکرده بودند و نقش‌های برجسته‌ای در جامعه و دولت عربستان داشتند. دختران او در خارج از کشور تحصیل کردند و از مدارس و دانشگاه‌های مختلف در سراسر جهان فارغ‌التحصیل شدند. پسران او نیز در خارج از کشور تحصیل کردند. در مقایسه، تنها شش نفر از ۱۰۸ فرزند ملک سعود از دبیرستان فارغ‌التحصیل شدند. ترکی پسر فیصل در مدارس معتبر نیوجرسی تحصیلات رسمی دریافت کرد و بعداً به دانشگاه جرج‌تاون رفت، پسر دیگرش به‌نام سعود فارغ‌التحصیل دانشگاه پرینستون بود. پسران فیصل مناصب مهمی در دولت عربستان داشتند. پسر بزرگش عبدالله مدتی در مناصب دولتی بود. خالد پسر فیصل بیش از سه دهه فرماندار استان عسیر در جنوب غربی عربستان سعودی بود تا این‌که در سال ۲۰۰۷ فرماندار استان مکه شد. شاهزاده سعود بین سال‌های ۱۹۷۵ تا ۲۰۱۵ وزیر خارجهٔ عربستان بود. شاهزاده ترکی به‌عنوان رئیس اطلاعات عربستان سعودی، سفیر در بریتانیا و بعداً سفیر در ایالات متحده خدمت کرد. یکی از پسران فیصل، عبدالرحمن، فارغ‌التحصیل آکادمی نظامی سندهرست بود و در مارس ۲۰۱۴ درگذشت. محمد پسر دیگر فیصل، تاجر بود. دختران فیصل نیز نقش مهمی در جامعهٔ عربستان داشتند. دخترش سارا از سال ۲۰۱۳ تا ۲۰۱۶ در مجلس شورای مشورتی خدمت می‌کرد. او همچنین یک فعال برجسته برای آموزش زنان و سایر مسائل اجتماعی در عربستان سعودی است و خواهرانش لولوَه، لطیفه و هیفا نیز همین‌طور هستند.
دختر فیصل، هیفا، با شاهزاده بندر، پسر سلطان برادر ناتنی فیصل ازدواج کرده‌است. ازدواج شاهزاده هیفا و شاهزاده بندر، شاهزاده سلطان را مجبور کرد که بندر را به‌عنوان یک شاهزادهٔ قانونی به رسمیت بشناسد. یکی دیگر از دختران فیصل، لولوَه، از فعالان برجستهٔ آموزش زنان در عربستان سعودی است. در سال ۱۹۶۲ دخترش سارا یکی از نخستین سازمان‌های خیریه به نام النهدا را تأسیس کرد که در سال ۲۰۰۹ نخستین جایزهٔ حقوق بشری Chaillot را به‌دست‌آورد همسر او شاهزاده محمد یکی از پسران ملک سعود بود. نوهٔ او ریم بنت محمد یک عکاس و صاحب گالری در جده است و یکی دیگر از نوه‌های او، ریما بنت بندر، نخستین سفیر زن عربستان سعودی است.
فیصل برخلاف بسیاری از برادران ناتنی خود، به زبان انگلیسی و فرانسوی صحبت می‌کرد. اما ترجیح می‌داد به زبان عربی صحبت کند اما هنگامی که مترجمان او اشتباه می‌کردند، فیصل اشتباه آن‌ها را اصلاح می‌کرد.

### شخصیت و ظاهر
فیصل به صداقت، فروتنی شدید، مهربانی و درایت معروف بود. او زاهد بود و از تجملات پرهیز می‌کرد. او سرگرمی‌های زیادی داشت که برخی از آن‌ها قوش‌بازی، شکار، ادبیات، مطالعه و شعر بود. او همچنین از ستایشگران بزرگ اعیاد و جشن‌های سالانهٔ نجدی بود. فیصل ساعات طولانی کار را انتخاب کرده بود و پس از به‌دست گرفتن قدرت و اشتغال به امور دولتی، برخی از علایق خود را کنار گذاشت.
فیصل پس از به قدرت رسیدن در سال ۱۹۶۴ به‌سرعت توجه افکار عمومی بین‌المللی را به خود جلب کرد. نیویورک تایمز نوشت که فیصل شبیه «کسی است که از شعر رودیارد کیپلینگ یا دفتر بازیگری در هالیوود بیرون آمده‌است.» او حدود ۶ فوت قد داشت، که بالاتر از حد متوسط بود اما از پدرش عبدالعزیز و برادرش سعود، کوتاه‌تر بود. فیصل مشهور بود که لباس‌های متواضعانه می‌پوشید و اغلب با لباس‌های سنتی عربستانی دیده می‌شد، حتی در حضور مقامات خارجی

## ترور و پیامدها
در ۲۵ مارس ۱۹۷۵، شاه فیصل توسط فیصل بن مساعد، پسر برادر ناتنی‌اش، مساعد بن عبدالعزیز، هدف گلوله قرار گرفت و کشته شد. قتل در یک رویداد "مجلس" رخ داد، رویدادی که در آن پادشاه یا رهبر عرب، محل اقامت خود را به روی شهروندان باز می‌کند تا وارد شوند و درخواست‌های خود را ارائه کنند.
شاهزاده فیصل در اتاق انتظار با نمایندگان کویت که منتظر دیدار شاه فیصل بودند نیز صحبت کرد. هنگامی که شاهزاده برای در آغوش گرفتن ملک فیصل به‌سوی او رفت، ملک فیصل به رسم عربستان سعودی برای بوسیدن برادرزادهٔ خود خم شد. در این لحظه شاهزاده فیصل یک تپانچه از لباس خود بیرون کشید و به شاه شلیک کرد. گلولهٔ نخست، به چانهٔ شاه اصابت کرد و شلیک دوم از گوش او گذشت. یکی از محافظان با شمشیر در غلاف، ضربه‌ای به شاهزاده فیصل زد و در این لحظه زکی یمانی وزیر نفت، چند بار فریاد زد که شاهزاده را نکشید.
ملک فیصل به‌سرعت به بیمارستان مرکزی ریاض منتقل شد. او هنوز زنده بود و پزشکان ماساژ قلبی و تزریق خون انجام دادند اما تلاش آن‌ها بی‌نتیجه ماند و او اندکی بعد درگذشت. پیش و پس از حمله، وضعیت روانی قاتل، آرام گزارش شد. پس از این قتل، ریاض سه روز عزای عمومی داشت و تمامی فعالیت‌های دولتی به حالت تعلیق درآمد. مراسم تشییع و خاکسپاری ملک فیصل در مسجد عید در ریاض انجام شد. و او در ۲۶ مارس ۱۹۷۵ در گورستان العود به خاک سپرده شد. یک نظریه برای انگیزهٔ قتل پادشاه، انتقام مرگ شاهزاده خالد بن مساعد، برادر شاهزاده فیصل بود که چند سال قبل، در پی اعتراضات و حمله به ساختمان تلویزیون تازه‌تأسیس عربستان، توسط نیروهای امنیتی کشته شده بود.
در مستندی با عنوان فیصل، میراث یک پادشاه، نوهٔ فیصل عمرو بن محمد بن فیصل ادعا می‌کند که پادشاه چند روز پیش از مرگش از دنیا فاصله گرفته بود. زکی یمانی مدعی شد که ملک فیصل خوابی دیده بود و بر اساس آن احساس می‌کرد که مرگش نزدیک است.
شاهزاده فیصل بن مساعد بلافاصله پس از حمله دستگیر شد. او ابتدا به‌طور رسمی مجنون اعلام شد، اما پس از محاکمه، هیئتی از متخصصان پزشکی سعودی به این نتیجه رسیدند که او در هنگام شلیک به شاه عاقل بوده‌است. دادگاه عالی مذهبی عربستان در نهایت او را به‌دلیل قتل شاه به اعدام محکوم کرد. او در ملاء عام در میدان دیرهٔ ریاض سر بریده شد.

## یادبود و میراث
پس از مرگ شاه فیصل، پسران او یک سازمان بین‌المللی بشردوستانه به‌نام بنیاد ملک فیصل را به افتخار او تأسیس کردند. جرالد دو گوری بیوگرافی فیصل را با عنوان فیصل: پادشاه عربستان سعودی منتشر کرد. در سال ۲۰۱۳ ، الکسی واسیلیف، عرب‌شناس روس، زندگی‌نامهٔ دیگری با عنوان ملک فیصل عربستان سعودی: شخصیت، ایمان و زمان منتشر کرد. فیلمی نیز به کارگردانی آگوستی ویارونگا در سال ۲۰۱۹ با عنوان پادشاه متولد شد دربارهٔ سفر ملک فیصل در سیزده‌سالگی به لندن در سال ۱۹۱۹ ساخته شد.
در اکتبر ۱۹۷۶ جانشین فیصل، ملک خالد ساخت مسجد شاه فیصل را در اسلام‌آباد پاکستان آغاز کرد. لیالپور، سومین شهر بزرگ پاکستان، در سال ۱۹۷۹ به افتخار فیصل به فیصل‌آباد تغییر نام داد. یکی از دو پایگاه اصلی نیروی هوایی پاکستان در کراچی، بزرگ‌ترین شهر ایالت سند، به افتخار فیصل، «پایگاه PAF فیصل» نام‌گذاری شده‌است.

## دیدگاه‌ها
فیصل دیدگاه‌های طرفدار فلسطین داشت. او در طول زندگی سیاسی خود از آرمان فلسطین حمایت کرد و به‌شدت منتقد اسرائیل بود. او همچنین ضدکمونیسم بود و عربستان سعودی در زمان فیصل همچنان با آمریکا علیه اتحاد جماهیر شوروی متحد بود. فیصل همچنین از پان‌اسلامیسم حمایت می‌کرد و به‌دنبال ایجاد وحدت بین مسلمانان بود. با این وجود او در دوران حکومت خود از قدرت روحانیت اسلامی کاست.